# Chthoneis marginicollis
Chthoneis marginicollis es un coleóptero de la familia Chrysomelidae.
Fue descrita científicamente en 1881 por Jacoby.